# Григорий ΙV Доростолски
Григорий (на гръцки: Γρηγόριος, Григориос) е гръцки духовник, митрополит на Вселенската патриаршия.

## Биография
Той служи като велик протосингел на Вселенската патриаршия. През април 1797 година е избран и по-късно ръкоположен за варненски митрополит. През септември 1800 година е избран за доростолски митрополит. През януари 1806 година подава оставка, тъй като от 1803 година не може да отиде в своята епархия поради Руско-турската война (1806 – 1812), нито да изпрати епитроп.
Умира около 1812 година.